# Nazionale maschile di beach soccer della Colombia
La nazionale di beach soccer della Colombia rappresenta la Colombia nelle competizioni internazionali di beach soccer.